# Robert Goulet
Robert Gerard Goulet (Lawrence, 26 novembre 1933 – Los Angeles, 30 ottobre 2007) è stato un cantante, attore e showman statunitense naturalizzato canadese.

## Biografia
Goulet nacque a Lawrence, nel Massachusetts, il 26 novembre del 1933, figlio unico di Joseph Georges André Goulet e di Jeanette Gauthier, ambedue immigrati franco-canadesi. Goulet visse negli States fino all'età di 14 anni, dopodiché, a causa della prematura morte del padre (avvenuta quando Robert aveva 13 anni), si stabilì con la madre a Girouxville, in Canada, dove ultimò i suoi studi e risiedette fino alla maggiore età. La sua attività professionale raggiunse l'apice durante il decennio degli anni 1960, durante il quale interpretò ruoli principali in diverse première musical di Broadway, tra cui Camelot nel 1960 e The Happy Time nel 1968. In quest'ultimo pezzo collaborò con il fisarmonicista orchestrale John Serry.

## Vita privata
Si sposò tre volte: prima dal 1956 al 1963 con Louise Longmore da cui nel 1956 ebbe una figlia, Nicolette (morta nel 2008 per un cancro al seno); poi dal 1963 al 1981 con l'attrice Carol Lawrence, da cui ebbe due figli, Christopher (1964) e Michael (1968); dal 1982 fino alla morte è stato sposato con l'artista Vera Novak. Nel 1993 gli è stato rimosso un cancro alla prostata. È morto nel 2007 per una fibrosi polmonare.

## Filmografia parziale

### Cinema
- Hotel delle vergini (Honeymoon Hotel), regia di Henry Levin (1964)
- Vorrei non essere ricca! (I'd Rather Be Rich), regia di Jack Smight (1964)
- La diciottesima spia (I Deal in Danger), regia di Walter Grauman (1966)
- I clandestini delle tenebre (Underground), regia di Arthur H. Nadel (1970)
- Atlantic City, U.S.A., regia di Louis Malle (1980)
- Beetlejuice - Spiritello porcello (Beetlejuice), regia di Tim Burton (1988)
- S.O.S. fantasmi (Scrooged), regia di Richard Donner (1988)
- Una pallottola spuntata 2½ - L'odore della paura (The Naked Gun 2½: The Smell of Fear), regia di David Zucker (1991)
- Un marito quasi perfetto (Mr. Wrong), regia di Nick Castle (1996)
- Toy Story 2 - Woody e Buzz alla riscossa (Toy Story 2), regia di John Lasseter (1999) - voce
- The Last Producer, regia di Burt Reynolds (2000)
- G-Men from Hell, regia di Christopher Coppola (2000)

### Televisione
- Love Boat (The Love Boat) – serie TV, un episodio (1978)
- Quelli della pallottola spuntata (Police Squad!) - serie TV, 1 episodio (1982)
- La signora in giallo (Murder, She Wrote) - serie TV, episodio 1x14 (1985)
- I Simpson (The Simpsons) - serie TV, 1 episodio, 05x10 (1993)

## Doppiatori italiani
Nelle versioni in italiano delle opere in cui ha recitato, Robert Goulet è stato doppiato da:
- Rino Bolognesi in Love Boat
- Romano Malaspina in La signora in giallo
- Raffaele Uzzi in Beetlejuice - Spiritello porcello
- Gino La Monica in Una pallottola spuntata 2½ - L'odore della paura
- Sandro Iovino in Un marito quasi perfetto

Da doppiatore è sostituito da:
- Fabrizio Pucci in I Simpson (ep. 05x10)
- Gianni Paganelli in Toy Story 2 - Woody e Buzz alla riscossa